# Athysanella mexicana
Athysanella mexicana är en insektsart som beskrevs av Johnson. Athysanella mexicana ingår i släktet Athysanella och familjen dvärgstritar. Inga underarter finns listade i Catalogue of Life.